# Bahnhof Kamakura

Der Bahnhof Kamakura (jap. 鎌倉駅, Kamakura-eki) ist ein Bahnhof auf der japanischen Insel Honshū. Der Verkehrsknotenpunkt befindet sich in der Präfektur Kanagawa auf dem Gebiet der Stadt Kamakura. Er wird von der Bahngesellschaft JR East betrieben.

## Verbindungen
Bedient wird der Bahnhof von der Yokosuka-Linie und der Shōnan-Shinjuku-Linie. Außerdem ist der Bahnhof Endstation der Bahnlinie Enoshima Dentetsu (auch Enoden genannt). Dem Bahnhof kommt vor allem eine hohe Bedeutung für den Touristikverkehr zu.

## Anlage
Der Bahnhof besteht aus einem Mittelbahnsteig, der durch zwei Unterführungen mit dem Bahnhofsgebäude verbunden ist. Darüber hinaus gibt es gesondert die beiden Bahnsteige der Enoden-Linie.

## Geschichte
Eröffnet wurde der Bahnhof am 16. Juni 1889 als Bahnhof einer Nebenbahn der staatlichen japanischen Eisenbahnverwaltung. 1916 erfolgte ein Neubau des Bahnhofsgebäudes, wobei auch ein Uhrenturm auf das Gebäude gesetzt wurde. Architekt dieses Gebäudes war möglicherweise Hajime Ueno. Beim Großen Kantoerdbeben von 1923 blieb der Bau erhalten. Am 1. März 1949 wurde die Endstation der Enoden-Linie an ihren heutigen Standort verlegt. Der Güterverkehr wurde 1962 eingestellt. Im Oktober 1984 wurde das Bahnhofgebäude neu errichtet. In diesem Zusammenhang wurde der Uhrenturm Kamakura auf einen Platz westlich des Bahnhofs versetzt. Mit der Privatisierung der Japanischen Staatsbahn zum 1. April 1987 kam der Bahnhof an die JR East.